# Nederlands landskampioenschap voetbal 1901/1902
Čtrnáctý ročník Nederlands landskampioenschap voetbal 1901/02 (česky: Nizozemské fotbalové mistrovství) se hrálo ve dvou skupinách (Východní a Západní). Vítězové skupin se utkali ve finále. Východní skupinu vyhrál Go Ahead - Victoria Combination a západní Haagsche VV. Finále skončilo 2:2 a 3:1 pro Haagsche VV, který získal již pátý titul.